# Carletonomys cailoi
Carletonomys cailoi (Pardiňas, 2008) è un roditore della famiglia dei Cricetidi, unica specie del genere Carletonomys (Pardiňas, 2008), vissuto in Argentina.

## Descrizione
È nota soltanto una porzione della mandibola, appartenente ad un roditore di dimensioni leggermente più grandi di Holochilus brasiliensis, caratterizzata da molari con la corona alta e provvisti ciascuno di quattro radici.

## Distribuzione ed habitat
I resti fossili sono stati rinvenuti in depositi risalenti al medio Pleistocene nella provincia argentina di Buenos Aires.